# Brazilian Jiu-Jitsu

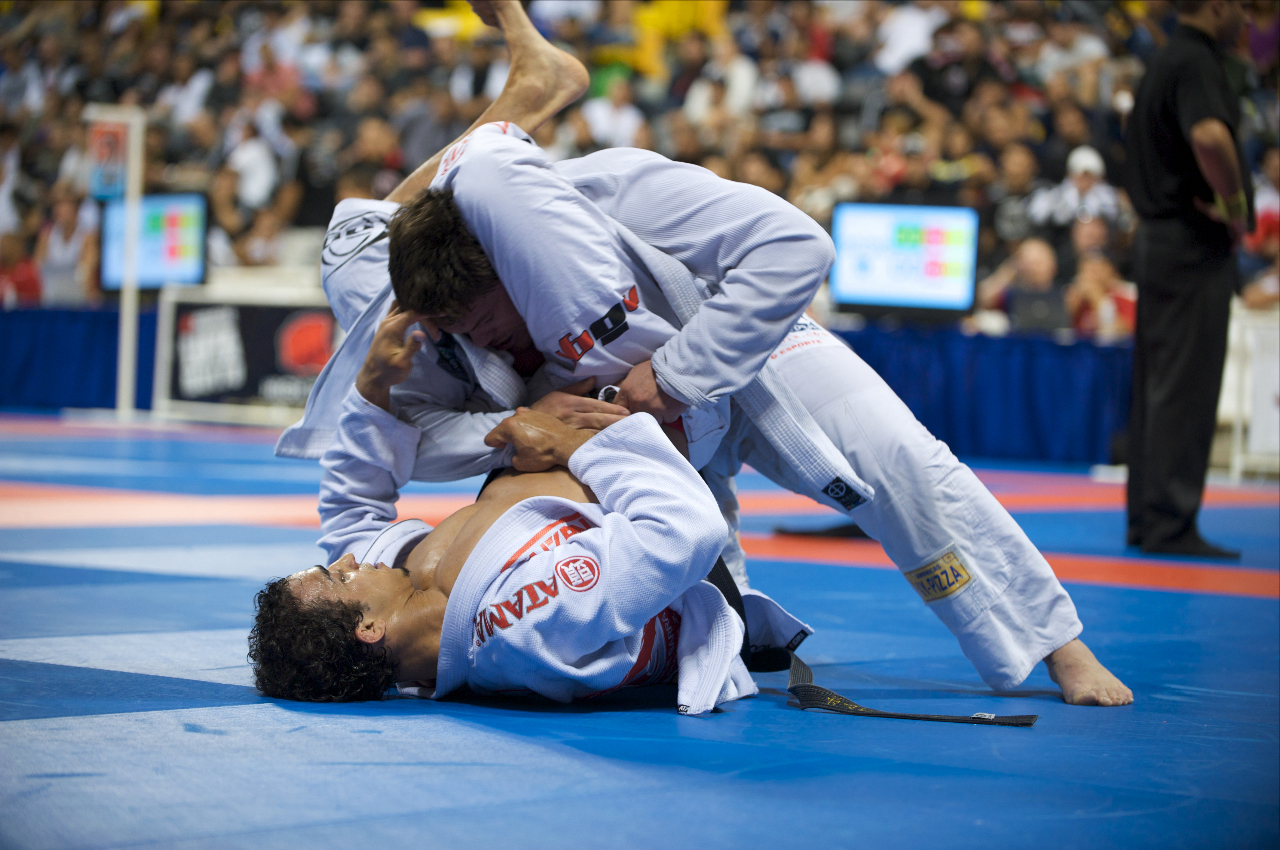
Die Brazilian-Jiu-Jitsu-Kämpfer Gabriel Vella und Romulo Barral auf den 2009 World Jiu-Jitsu Championships (es wird ein sogenannter Triangle-Choke probiert)

Das Brasilianische Jiu-Jitsu (kurz BJJ; portugiesisch jiu-jitsu brasileiro) ist eine Abwandlung und Weiterentwicklung der japanischen Kampfkünste Judo und Jiu Jitsu, die den Schwerpunkt auf Bodenkampf legt, wobei im Training zusätzlich Wurftechniken aus dem Stand unterrichtet werden. Der größte Sportverband ist die International Brazilian Jiu Jitsu Federation (IBJJF).

## Geschichte des Brazilian Jiu Jitsu

### Anfänge

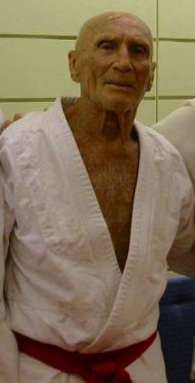
BJJ-Gründer und Rotgurt-Träger Hélio Gracie (2004)

Das Brasilianische Jiu Jitsu ist die südamerikanische Variante des Kōdōkan Jūdō und wurde von den Brüdern Carlos und Hélio Gracie entwickelt. Carlos Gracie lernte das Judō von Mitsuyo Maeda, einem Schüler von Kanō Jigorō, und gab es an seinen jüngeren Bruder Hélio weiter. Hélio war körperlich eher schmächtig und konnte viele der traditionellen Judō-Techniken nicht anwenden. Aus diesem Grund veränderte er die Mechanik und Hebelwirkung vieler Techniken und machte sie somit effektiver und auch für körperlich schwächere Personen anwendbar. Hélio und Carlos unterrichteten ihre Kinder im Judō und erschufen so die nächste Generation von Kämpfern und Lehrern, die das Brazilian Jiu Jitsu weiter verbreiteten und die Effizienz des Stiles in vielen Vale-Tudo-Herausforderungskämpfen immer wieder bewiesen.
In den siebziger Jahren kam einer der Söhne von Hélio, Rorion Gracie, in die USA, um dort Karriere zu machen. Er unterrichtete den Familienstil in seiner Garage, und langsam interessierten sich auch in den USA immer mehr Menschen für diese Kampfkunst.

### Die ersten UFC-Turniere 1993
Anfang der neunziger Jahre eröffnete Rorion eine große Akademie in Los Angeles und erschuf zusammen mit dem Werbefachmann Art Davie die „Ultimate Fighting Championships“ (kurz „UFC“).
Bei diesen Kämpfen, welche im amerikanischen „Pay-per-View-Fernsehen“ übertragen wurden, kämpften Kampfkünstler der verschiedensten Stile gegeneinander. Ursprünglich gab es hierzu nur wenige Regeln. Man durfte seinen Gegner weder beißen noch in die Augen stechen. Kopfstöße, Haare ziehen und Schläge in die Leistengegend waren unerwünscht, aber dennoch erlaubt.
Ziel war es, den Gegner k. o. zu schlagen oder ihn zur Aufgabe zu zwingen. Royce Gracie, der Sohn von Hélio Gracie, gewann als leichtester Teilnehmer drei der vier UFC-Turniere. Dabei beendete er alle gewonnenen Kämpfe durch Aufgabe („Submission“) des Gegners. Bis heute ist er der einzige Kämpfer, der jemals vier Kämpfe in einer Veranstaltung gewinnen konnte.

### Auswirkungen des Sieges von Royce Gracie auf die Verbreitung von BJJ
Gracies Kampfstil ist bis heute prägend für BJJ-Kämpfer während eines MMA-Kampfes. Schläge und Tritte, die beim BJJ nicht den Schwerpunkt bilden, werden in erster Linie taktisch benutzt, um den Gegner zu veranlassen, als Schutzreaktion einen Arm oder ein Bein zu bewegen, das dann ergriffen werden kann, um eine finale Hebel- oder Würgetechnik einzusetzen. Im Standkampf wird vor allem die Meidung der gegnerischen Schläge und Tritte geübt. Die Distanz zum Gegner so schnell wie möglich zu überbrücken, um ihn in den Bodenkampf zu verwickeln, ist ebenfalls BJJ-typisch. Die Erfahrung mit regellosen Kämpfen zeigt, dass das eigene Verletzungsrisiko durch ein solches Kampfverhalten minimiert werden kann, da es durch die geringe Distanz in der Bodenlage nur wenige Positionen gibt, in denen harte Schläge ausgeführt werden können. Es ist jedoch falsch, BJJ mit Vale Tudo, Free Fight oder MMA gleichzusetzen. Zwar ist das BJJ-Training für die meisten modernen MMA-Kämpfer obligatorisch, in den BJJ-Wettkämpfen selbst ist jedoch Schlagen und Treten untersagt.

### Abgrenzung Gracie Jiu Jitsu (GJJ) zu Brazilian Jiu Jitsu (BJJ)
Teilweise findet innerhalb der BJJ-Community eine Abgrenzung zwischen Gracie Jiu Jitsu (GJJ) und Brazilian Jiu Jitsu statt. Gracie Jiu Jitsu ist generell Brazilian Jiu Jitsu, aber nicht jeder Stil und jede Technik beim Brazilian Jiu Jitsu ist Gracie Jiu Jitsu (GJJ).
GJJ muss drei Merkmale erfüllen:

#### 1. Leichte Anwendbarkeit/Erlernbarkeit
Im BJJ gibt es Techniken, welche viel Übung oder körperliche Voraussetzungen wie Größe, Gelenkigkeit oder komplizierte Eingänge erfordern. Dazu zählen beispielsweise Techniken wie die Deep Half Guard, für die man nicht zu groß sein darf, Rubber Guard oder Flying Armbar. Die Techniken sind wirksam und können erlernt werden – jedoch teilweise nur, sofern die körperlichen Voraussetzungen gegeben sind. Die „GJJ“-Äquivalente hierzu wären Half Guard, Guard und Armbar.

#### 2. Funktionalität auf Basis von Hebelwirkung (Ohne Kraft)
Komplizierte Takedowns wie etwa der aus dem Ringen entliehene „Suplex“ erfordern Kraft und Koordination. Sie sind wirksam, können aber nicht „ohne weiteres“ erlernt werden bzw. die Übung dauert Monate bis Jahre. Die GJJ-Alternative hierzu wäre beispielsweise ein Body Lock.

#### 3. „Straßentauglichkeit“
Unterschieden werden kann zwischen „Sport Jiu Jitsu“ und „Street Jiu Jitsu“. Beim Sport Jiu Jitsu gibt es viele Techniken, welche auf das Regelwerk aufbauen. So gibt es etwa die „Turtle-Position“, bei welcher ein Kämpfer sich einigelt. In einem regellosen Kampf wäre das keine Option, da ihm der Angreifer in Rücken und Weichteile treten würde. Auch hier wären der „Tactical Standup“, ein schnelles Aufstehen, die „Guard“, die „Mount“ oder die „Side Control“ praktikablere Alternativen.

### 10th Planet Jiu Jitsu
Der Kampfsportler Eddie Bravo entwickelte die Techniken der Familie Gracie weiter und nannte seinen Stil 10th Planet Jiu Jitsu. Bravos System verzichtet vollständig auf die Nutzung des Keikogis, weshalb es für den modernen MMA-Wettkampf leichter zu adaptieren ist. Große Berühmtheit erlangte er in Kampfsport-Kreisen durch seinen Sieg über Royler Gracie während der ADCC Submission Wrestling World Championship 2003.

## Graduierung
Im Rahmen eines Wettkampfes messen sich Kämpfer in verschiedenen Gewichts- und Anfänger/Fortgeschrittenen Klassen, die sich nach der Gürtelfarbe der Kämpfer einteilen. Die Abstufung der Gürtel im BJJ basiert auf den japanischen Kyū- und Dan-Gürtelsystemen, was auch die Verwandtschaft zu Judo und Jiu Jitsu widerspiegelt. Die Gürtel unterscheiden sich von ihren japanischen Gegenstücken durch einen kurzen ummantelten Teil auf einem Ende, den sogenannten Sleeve. Darauf werden bei den Schülergraden noch bis zu vier Streifen (stripes) aufgenäht, die zusätzlich eine Feinabstufung des Könnens darstellen sollen.
Die Farben, vom Anfänger zum Meister:
|             | Weiß          | Grau          | Gelb          | Orange         | Grün         |
| ----------- | ------------- | ------------- | ------------- | -------------- | ------------ |
| Gürtelbild  | Weißer Gürtel | Grauer Gürtel | Gelber Gürtel | Oranger Gürtel | GrünerGürtel |
| Gürtelfarbe | weiß          | grau          | gelb          | orange         | grün         |

|             | Weiß          | Blau          | Violett          | Braun          |
| ----------- | ------------- | ------------- | ---------------- | -------------- |
| Gürtelbild  | Weißer Gürtel | Blauer Gürtel | Violetter Gürtel | Brauner Gürtel |
| Gürtelfarbe | weiß          | blau          | violett          | braun          |

|             | 1.–6. Dan        | 7. Dan               | 8. Dan             | 9.–10. Dan   |
| ----------- | ---------------- | -------------------- | ------------------ | ------------ |
| Gürtelbild  | Schwarzer Gürtel | Schwarz-Roter Gürtel | Rote-Weißer Gürtel | Roter Gürtel |
| Gürtelfarbe | schwarz          | schwarz-             | rot-               | rot a)       |
| Gürtelfarbe | schwarz          | rot                  | weiß               | rot a)       |

Traditionell werden im BJJ die Gürtel vom Lehrer (in der Regel ein Schwarzgurt) an seine Schüler „verliehen“. Hierbei ist weniger entscheidend, wie lange die Person BJJ bereits ausübt, sondern eine „Beltpromotion“ (Gürtelverleihung) findet anhand des Erfolges statt, den die Schüler im Training oder in Wettkämpfen erzielen.

## Regeln
Grundsätzlich sind Beißen, Haare reißen, Schlagen, Treten und Fingerstiche im sportlichen Wettkampf verboten. Wie dargelegt, grenzt sich Brazilian Jiu Jitsu insofern etwa vom MMA ab, wo Schläge und Tritte unter Berücksichtigung gewisser Regeln erlaubt sind.
Der sportliche BJJ-Kampf mit Keikogi startet in der Regel im Stand und wird meistens nach einem sogenannten „Takedown“ am Boden fortgesetzt und beendet. Der Kämpfer hat zwei Möglichkeiten, den Kampf zu gewinnen. Im BJJ erhalten die Kämpfer Punkte oder Vorteile (Advantages) für bestimmte Positionen oder Aktionen, die für sie vorteilhaft sind oder den Kampfverlauf zu ihren Gunsten ändern. Beispielhaft für Punktegewinn kann das Einnehmen der „Mount“ – man sitzt auf dem Brustkorb des Gegners – oder ein erfolgreicher Sweep – man schafft einen Wechsel von einer ungünstigeren Position in eine bessere, z. B. von der Rückenlage in die Oberlage – genannt werden. Einen Vorteil hingegen erhält man unter anderem durch ein klares Ansetzen und Versuchen einer Submission. Diese Vorteile werden nur bei einem Punktegleichstand relevant. Unabhängig vom Punktestand besteht jederzeit die Möglichkeit, den Gegner mit einer „Submission“ (Unterwerfung) zur Aufgabe zu zwingen, die dieser durch Klopfen mit der Hand auf die Matte, seinen Körper oder den des Gegners symbolisiert. Dies kann durch zahlreiche Würge- und Hebeltechniken herbeigeführt werden. Wird der Gegner durch eine erlaubte Würgetechnik bewusstlos oder eine Hebeltechnik verletzt, ohne aufgegeben zu haben, so gewinnt derjenige, der diese Technik durchgeführt hat. Erreicht keiner der Kämpfer nach Ablauf der Kampfzeit (meistens 5–10 min) eine „Submission“ des Gegners, gewinnt der Kämpfer mit den meisten Punkten.
Oftmals sind Techniken mit hohem Verletzungsrisiko wie Kniehebel oder Verdrehen des Fußgelenkes für Weiß- oder Blaugurte untersagt. Allerdings wurden hier die Regeln immer wieder gelockert oder geändert. So ist beispielsweise seit 2014 der sogenannte „Straight Ankle Lock“, eine Technik, bei welcher der gegnerische Fuß unter die Achsel geklemmt und bis zur Schmerzgrenze überdehnt wird, für Weißgurte gestattet, wenn er gerade, also ohne seitliches Zerren, durchgeführt wird.
Auch sogenannte „Flying“-Varianten der unterschiedlichen Techniken sind in der Regel für Anfänger untersagt. Dies sind Techniken, bei denen ein Angriff nicht wie gewöhnlich am Boden, sondern durch einen Sprung in der Luft ausgeführt wird. Während im Regelfall zunächst ein „Takedown“ erfolgen muss, um den Gegner dann zu kontrollieren und ggf. eine Submission anzusetzen, zielen diese Techniken darauf ab, den Gegner direkt mittels einer angesetzten Submission zu Boden zu reißen und so eine schnelle Entscheidung zu erzwingen.
Viele Regeln hängen allerdings vom jeweiligen Turnier bzw. Veranstalter ab.

## Combat Jiu Jitsu
Combat Jiu Jitsu ist eine Variante des Brazilian Jiu Jitsu, welche das Schlagen mit der flachen Innenhand sowie des Handgelenkballens erlaubt. Faustschläge, Tritte und Schläge mit der Rückhand sind verboten.
Dadurch werden Techniken bevorzugt, welche im Rahmen der Selbstverteidigung sowie des MMA bevorzugt werden.
Mehr noch als beim „klassischen“ BJJ muss auf die richtige Distanz geachtet werden. Auch werden tendenziell Positionen aus der Guard vermieden bzw. es müssen aktiver als sonst Guard-Varianten  gewählt werden, welche vor  „Geschlagen werden“ Schutz bieten, wie etwa die Williams Guard, die Rat-Guard oder die Rubber-Guard.
Das System wurde von Eddie Bravo im Jahr 2013 entwickelt.
Das Format setzte sich nur langsam durch, wurde ab etwa 2018 immer populärer, als die ersten Weltmeisterschaften stattfanden.
Neben den augenscheinlichen Änderungen – dem Schlagen – ist das Regelwerk zudem darauf ausgelegt, dass es für die Zuschauer interessant ist, und sich die Athleten möglichst wenig „verkeilen“.
Das bedeutet:
- 10 Minuten Time Limit; danach „Overtime“ mit Start aus der „Back“ oder „Armbar“
- Keine Punkte
- Purgatory („Fegefeuer“) - Regel: Den Kämpfern ist es erlaubt, 30 Sekunden lang in einer dominanten Position zu bleiben, ohne einen nennenswerten Angriff zu starten (zu „stallen“). Danach muss die Person aufstehen.

Die letzte Regel wurde hinzugefügt, um einen aktiven Wettbewerb zu fördern und Hinhaltetaktiken zu verhindern. Das Stehen in der Guard eines Gegners gilt nicht als Purgatory, da von dieser Position aus Schläge erlaubt sind. Für Submissions gibt es keine Beschränkung, da alle legal sind und der Kampf entweder durch Submission, Knockout oder EBI-Verlängerung gewonnen werden kann.

## Abgrenzung zum Luta Livre
Ein dem BJJ sehr ähnlicher Stil ist das brasilianische Luta Livre (Freies Kämpfen) – im Gegensatz zum BJJ oder Judo wird beim Luta Livre kein Gi  getragen.
Des Weiteren gibt es beim Luta Livre nicht nur die Gürtelfarben Weiß, Blau, Lila, Braun und Schwarz, sondern zusätzlich Gelb und Orange, also
Weiß-Gelb-Orange-Blau-Lila-Braun-Schwarz

## Die größten Wettkämpfe
Ein Faktor der Beliebtheit dieses Sports ist die Vielzahl an Wettkämpfen. Zu den größten dieser Art gehören:
- World Jiu Jitsu Championship (Weltmeisterschaften)
- World Master Championship (3600 Teilnehmer in Las Vegas 2016)[15]
- Pan American Championship (3000 Teilnehmer in Irvine, Kalifornien 2015)[16]
- Europameisterschaften (3517 Teilnehmer in Lissabon 2016)[17]